# Hermon (Nova York)
Hermon és una població dels Estats Units a l'estat de Nova York. Segons el cens del 2000 tenia 402 habitants.

## Demografia
Segons el cens del 2000, Hermon tenia 402 habitants, 151 habitatges, i 102 famílies. La densitat de població era de 408,5 habitants/km².
Dels 151 habitatges en un 32,5% hi vivien nens de menys de 18 anys, en un 44,4% hi vivien parelles casades, en un 13,2% dones solteres, i en un 31,8% no eren unitats familiars. En el 21,9% dels habitatges hi vivien persones soles el 7,9% de les quals corresponia a persones de 65 anys o més que vivien soles. El nombre mitjà de persones vivint en cada habitatge era de 2,56 i el nombre mitjà de persones que vivien en cada família era de 2,98.
Per edats la població es repartia de la següent manera: un 26,4% tenia menys de 18 anys, un 7,2% entre 18 i 24, un 26,6% entre 25 i 44, un 24,6% de 45 a 60 i un 15,2% 65 anys o més.
L'edat mediana era de 38 anys. Per cada 100 dones de 18 o més anys hi havia 93,5 homes.
La renda mediana per habitatge era de 31.477 $ i la renda mediana per família de 34.583 $. Els homes tenien una renda mediana de 32.813 $ mentre que les dones 22.969 $. La renda per capita de la població era de 13.463 $. Entorn del 16,5% de les famílies i el 21,3% de la població estaven per davall del llindar de pobresa.